# دوقانلو
دوقانلو، روستایی است از توابع بخش مرکزی شهرستان نکا در استان مازندران ایران.روستای دوقانلو در شمال شهرستان نکا قرار دارد.همچنین روستای دوقانلو یکی از زیباترین و سرسبز ترین روستاهای شهرستان نکا می‌باشد.قدمت روستای دوقانلو به ۲۰۳ سال پیش بازمیگردد.نام دوقانلو از واژه دوقان که خود واژه ای ترکی است گرفته شده است،و به معنای دو برادر می‌باشد چرا که بنیان گذاران روستای دوقانلو ترک تبار بودند.روستای دوقانلو از شرق و جنوب به شهر نکا ،از غرب به روستای چمان و از شمال به روستای اسماعیل آقامحله منتهی میشود.

## پیشینه تاریخی و پیدایش
در سال 1200 (ه.ش) با سقوط سلسله زندیه و روی کار آمدن دودمان قاجار با پادشاهی آغا محمد خان قاجار تغییرات زیادی در ایران انجام گرفت. آغا محمد خان تصمیم گرفت تا ترکان گرایلی را از منطقه کالپوش به سمت مازندران و به خصوص نکا مهاجرت دهد. این قوم ترک در نکا به چند بخش تقسیم شدند و در روستا های اومال ، نیم چاه (ازملّی) و از جمله دوقانلو سکنا گزیدند.بنابراین ساکنان اولیه روستای دوقانلو ترک بوده اند. اما امروزه بیشتر جمعیت این روستا را مازندرانی ها و دامغانی ها تشکیل داده اند.